# Gino Rossi
Gino Rossi (ur. 29 maja 1908 w Piacenzy, zm. 9 września 1987 w Mediolanie) – włoski bokser, srebrny medalista letnich igrzysk olimpijskich w 1932 w Los Angeles w kategorii półciężkiej.
Próbował swoich sił w boksie zawodowym, jednak nie odniósł żadnych sukcesów - stoczył zaledwie jedną, przegraną przez nokaut walkę w 1933.